# Жълтокоремен арлекин
Жълтокоремният арлекин (Atelopus glyphus) е вид жаба от семейство Крастави жаби (Bufonidae). Видът е критично застрашен от изчезване.

## Разпространение
Разпространен е в Колумбия и Панама.

## Описание
Популацията на вида е намаляваща.